# Джейстон, Майкл
Майкл Джейстон (англ. Michael Jayston; 29 октября 1935, Ноттингем — 5 февраля 2024, Хов, Юго-Восточная Англия) — английский актёр.

## Биография

### Ранняя жизнь
Майкл Джейстон родился 29 октября 1935 года под именем Майкл А. Джеймс. Он был единственным сыном Обри Винсента Джеймса (1911—1937) и Эдны Медкалф (1904—1950).
Джейстон учился в Бекетской школе, что в Западном Бриджстоуне. Затем недолго работал бухгалтером, прежде чем вступить в Гилдхоллскую школу музыки и театра, где он учился актёрскому искусству. Дебютировал на сцене в 27 лет.

### Личная жизнь
Актёр был женат трижды. Впервые в 1965 году на актрисе Линн Фарли, затем — в 1970 году на Хезер Шеддон. В 1978 году он женился на Энн Смитсон, с которой жил до своей смерти.
Скончался 5 февраля 2024 года на 89-м году жизни.

## Карьера
Майкл Джейстон получил признание как театральный актёр,  до своего появления в кино и на телевидении. Да и там первыми его ролями стали роли в телеадаптациях Шекспировских пьес «Сон в летнюю ночь» (1968), «Венецианский купец» (1973) и «Король Лир» (1975). Также Джейстон исполнил роль служащего Доулинга в драме «Игры власти».
Его кандидатура рассматривалась на роль Джеймса Бонда, и он выполнил её в радио адаптации фильма «Живешь только дважды» в 1990 году. В 1970 году он сыграл Генри Айртона в фильме «Кромвель». Также Джейстон исполнил роль Николая II в фильме «Николай и Александра», на съемках которого познакомился со своим близким другом Томом Бейкером, а в 1973 году — роль мистера Рочестера в сериале «Джейн Эйр».
Знаменательным событием в его жизни стала роль Валеярда в британском научно-фантастическом сериале Доктор Кто. В серии «Совершенный враг» Мастер утверждает, что Валеярд является очередным, но злым воплощением Доктора.
Также Джейсон исполнял роли в таких сериалах ВВС, как «Жители Ист-Энда», «Улица Коронации», «Только дураки и лошади», «Неожиданные истории», «Счёт».

## Фильмография
- Сон в летнюю ночь[англ.] (1968) — Деметрий[англ.]
- Кромвель (1970) — Генри Айртон
- Николай и Александра (1971) — Николай II
- Следуй за мной![англ.] (1972) — Чарльз
- Алиса в Стране чудес (1972) — Чарльз Доджсон
- Наследие нации[англ.] (1973) — капитан Харди
- Джейн Эйр (1973) — Рочестер
- Рассказы, свидетели безумия[англ.] (1973) — Брайан
- Возвращение домой[англ.] (1973) — Тедди
- Безумие (1974) — детектив-сержант Уолл
- Междоусобный проект[англ.] (1974) — Дэвид Бейкер[7]
- Доминик (1978) — Арнольд Крэйвен
- Шпион, выйди вон! (1979) — Питер Гиллем
- Рассвет зулусов (1979) — полковник Крилок
- Горец 3: Последнее измерение (1994) — Джек Донован
- Убийства в Мидсомере (2014) — преподобный Артур Гулд

## Ссылка
- Майкл Джейстон (англ.) на сайте Internet Movie Database
- Майкл Джейстон в «Джейн Эйр» Архивная копия от 17 мая 2020 на Wayback Machine